# Kościół Świętego Stanisława Biskupa w Nozdrzcu
Kościół św. Stanisława Biskupa w Nozdrzecu – renesansowo-barokowy kościół katolicki z XVIII wieku w Nozdrzcu.
Kościół został zbudowany w roku 1746 przez księdza proboszcza Jana Banieckiego. Został wykonany z kamienia i cegły w formie krzyża łacińskiego. W roku 1806 kościół został konsekrowany przez biskupa przemyskiego Antoniego Gołaszewskiego i otrzymał wezwanie św. Stanisława Biskupa i Męczennika
Ołtarz stylu renesansowym pochodzi z XIX wieku. Na uwagę zasługują figury apostołów Piotra i Pawła oraz obraz św. Stanisława Biskupa na tle Krakowa.
Kaplice zostały dobudowane później, tylko jedna z nich (z lewej strony) powstała jeszcze przed konsekracją. W kaplicy tej znajduje się ołtarz ukrzyżowania Jezusa, a przy wejściu do niej – obraz Serca Jezusa z XIX wieku namalowany przez lwowskiego malarza Kapustyńskiego. W prawej kaplicy znajduje się figura Matki Bożej Niepokalanej oraz chrzcielnica z XVIII wieku (przeniesiona z poprzedniego kościoła).
W latach 1996–2005 wnętrze kościoła zostało odrestaurowane. Dokonano przeróbek prezbiterium i bocznych kaplic, konserwacji polichromii dokonał Stanisław Zima z Lubatowej. Stacje drogi krzyżowej w roku 1999 namalował Grzegorz Hardulak z Dynowa. W latach 2003–2005 Piotr Thier z Przemyśla wykonał w oknach witraże: Jezusa Miłosiernego (w prezbiterium), Matki Bożej, św. Józefa, Jana Pawła II.